# Ane Riel
 (mars 2021).
Si vous disposez d'ouvrages ou d'articles de référence ou si vous connaissez des sites web de qualité traitant du thème abordé ici, merci de compléter l'article en donnant les références utiles à sa vérifiabilité et en les liant à la section « Notes et références ».
Pour les articles homonymes, voir Riel (homonymie).
Ane Riel, née le 25 septembre 1971 à Aarhus, au Danemark, est une femme de lettres danoise, auteure de roman à suspense et de littérature d'enfance et de jeunesse.

## Biographie
Fille d'un père avocat et d'une mère qui écrit et illustre des livres pour enfants, elle amorce en 1991 des études supérieures en histoire de l'art à l'université d'Aarhus, mais abandonne avant l'obtention d'un diplôme. 
En 1996, elle déménage à Copenhague avec l'ambition d'étudier l'illustration, mais elle ne donne pas suite à ce projet. Entre-temps, en 1995, elle publie Ind i maleriet (1995), un manuel scolaire sur l'art, suivi d'autres ouvrages similaires sur l'architecture, puis de textes de littérature d'enfance et de jeunesse, dont certains sont illustrés par sa mère.
Elle se lance dans le roman policier en 2013 avec Slagteren i Liseleje, puis récidive avec Harpiks (2015), grâce auquel elle est lauréate du prix Clé de verre 2016.

## Œuvre

### Romans
- Slagteren i Liseleje (2013)
- Harpiks (2015). Publié en français sous le titre Résine, traduit par Terje Sinding, Paris, Éditions du Seuil (2021)
- Bæst (2019)
- Urværk (2021). Publié en français sous le titre Les fantômes ne pleurent pas, traduit par Terje Sinding, Editions du Seuil (2023)

### Littérature d'enfance et de jeunesse
- Da mor og far blev skilt (2000)
- Ferie med gys (2000)
- Sylfeden - et balleteventyr (2001)
- Da Mikkel fik en ny familie (2002)
- Vild med Julie (2003)
- Sig ja, Julie! (2005)

### Manuels scolaires
- Ind i maleriet (1995)
- Arkitektur - værd at kigge efter! (1996)
- Arkitektur - værd at kigge efter! : Opgavehæfte  (1996)

## Prix et distinctions

### Prix
- Det Danske Kriminalakademis debutantpris (no) 2013 pour Slagteren i Liseleje[1]
- Prix Harald-Mogensen 2016 pour Harpiks[2]
- Prix Clé de verre 2016 pour Harpiks[3]